# Тиен Дуонг
Тиен Дуонг (на виетнамски: Thiên Đường – Райската пещера) е пещера в националния парк „Фонгня-Кебанг“, находящ се на 60 км северозападно от град Донгхой. Пещерата е обект на световното наследство на ЮНЕСКО и се намира на надморска височина от 350 метра, близо до западния клон на магистралата „Хо Чи Мин“, в община Сон Трах, област Бо Трах, провинция Куанг Бин, Виетнам. 
Пещерата е открита от местен жител през 2005 г. и първите 5 км от нея са изследвани от британски изследователи през същата година. Пещерата е дълга 31 км, по-дълга от пещерата Фонгня, която преди това е считана за най-дългата пещера в същия национален парк. Камерите достигат до 72 м височина и 150 м ширина. Варовиковата формация също е по-зрелищна от тази на пещерата Фонгня. Британските изследователи са впечатлени от красивите и зрелищни сталактити и сталагмити в пещерата, откъдето идва и името ѝ – Райската пещера. През 2012 г. тук е открит нов вид троглобионтичен вид скорпион – Vietbocap thienduongensis. Изследователите датират възрастта на пещерата между 350 и 400 милиона години.
Пътят до пещерата и пътеките вътре в нея са изградени от местна компания и от 3 септември 2010 г. пещерата е отворена за туристи.